# Bebo
Bebo(비보)는 2005년부터 운영된 소셜 네트워킹 서비스 (SNS)이다.